# Gianni Mascolo
Gianni Mascolo (Milaan, 3 november 1940) is een Italiaans zanger.

## Biografie
Mascolo werd op tienjarige leeftijd lid van het koor van het Teatro alla Scala. Hij zou vijf jaar bij het koor blijven. Nadien zou hij gaan studeren aan het Conservatorio Giuseppe Verdi. Hij begon te zingen in Milaan en omgeving, en werd in 1964 een platencontract aangeboden. In 1965 zou hij deelnemen aan het Festival van San Remo, evenwel zonder succes. Drie jaar later neemt hij deel aan de Zwitserse preselectie voor het Eurovisiesongfestival. Met het nummer Guardando il sole wint hij de finale, waardoor hij Zwitserland mag vertegenwoordigen op het Eurovisiesongfestival 1968, dat gehouden wordt in Londen. Hij eindigt als dertiende. In 1969 zou hij nog één single uitbrengen, waarna hij in de anonimiteit verdween.
1956: Lys Assia + Lys Assia · 
1957: Lys Assia · 
1958: Lys Assia · 
1959: Christa Williams · 
1960: Anita Traversi · 
1961: Franca di Rienzo · 
1962: Jean Philippe · 
1963: Esther Ofarim · 
1964: Anita Traversi · 
1965: Yovanna · 
1966: Madeleine Pascal · 
1967: Géraldine · 
1968: Gianni Mascolo · 
1969: Paola · 
1970: Henri Dès · 
1971: Peter, Sue & Marc · 
1972: Véronique Müller · 
1973: Patrick Juvet · 
1974: Piera Martell · 
1975: Simone Drexel · 
1976: Peter, Sue & Marc · 
1977: Pepe Lienhard Band · 
1978: Carole Vinci · 
1979: Peter, Sue & Marc & Pfuri, Gorps & Kniri · 
1980: Paola · 
1981: Peter, Sue & Marc · 
1982: Arlette Zola · 
1983: Mariella Farré · 
1984: Rainy Day · 
1985: Mariella Farré & Pino Gasparini · 
1986: Daniela Simmons · 
1987: Carol Rich · 
1988: Céline Dion · 
1989: Furbaz · 
1990: Egon Egemann · 
1991: Sandra Simó · 
1992: Daisy Auvray · 
1993: Annie Cotton · 
1994: Duilio · 
1996: Kathy Leander · 
1997: Barbara Berta · 
1998: Gunvor · 
2000: Jane Bogaert · 
2002: Francine Jordi · 
2004: Piero Esteriore & The MusicStars · 
2005: Vanilla Ninja · 
2006: Six4one · 
2007: DJ BoBo · 
2008: Paolo Meneguzzi · 
2009: Lovebugs · 
2010: Michael von der Heide · 
2011: Anna Rossinelli · 
2012: Sinplus · 
2013: Takasa · 
2014: Sebalter · 
2015: Mélanie René · 
2016: Rykka · 
2017: Timebelle · 
2018: ZiBBZ · 
2019: Luca Hänni · 
2021: Gjon's Tears · 
2022: Marius Bear · 
2023: Remo Forrer · 
2024: Nemo · 
2025: Zoë Më